# Hugh Todd
Hugh Hilton Todd is een Guyaans politicus. Hij is sinds 2020 minister van Buitenlandse Zaken en Internationale Samenwerking.

## Biografie
Hugh Todd ging in 1993 in dienst van het Guyanaanse leger; hij diende voor de Guyaanse kustwacht. In 1995 slaagde hij aan het Britannia Royal Naval College en werd hij bevorderd tot onderluitenant.
In 2001 was hij een van de oprichters van het Linden Television Cable Network, waar hij tot 2009 directeur was. In 2011 slaagde hij voor een mastergraad in global studies aan de University of the West Indies. In 2012 werd hij docent aan de Universiteit van Guyana en in 2017 werd hij benoemd tot assistent-decaan.
Op 5 augustus 2020 is Todd benoemd tot minister van Buitenlandse Zaken en Internationale Samenwerking in het kabinet van Irfaan Ali. Voormalig minister Carl Barrington Greenidge, die de verantwoording had over de grenskwestie met Venezuela bij het Internationaal Gerechtshof, is in het team aangebleven dat er tot het eind van de zaak mee bezig is. Op 17 augustus 2020 benoemde hij Robert Persaud tot secretaris voor Buitenlandse Zaken.